# Termesztett ananász
A termesztett ananász (Ananas comosus) az egyszikűek (Liliopsida) osztályának perjevirágúak (Poales) rendjébe, ezen belül a broméliafélék (Bromeliaceae) családjába tartozó faj.

## Előfordulása
Ennek a növényfajnak az eredeti előfordulási területe Dél-Amerika. Hogy pontosan a kontinens melyik részéről származik, manapság nem ismert, mivel az ember már évezredek óta termeszti és azóta széthordta számos vidékre. Valószínűleg a kontinens trópusi, északi félről származhat. Ma már világszerte termesztik mint közkedvelt gyümölcsöt.

## Megjelenése
Természetes körülmények között epifiton, azaz fán lakó növényfaj, amely 1-2 méter magasra is megnőhet. Termesztett gyümölcsként a talajon nő. A szára 50 centiméter hosszú és 8 cm átmérőjű. A levelei egyszerűek, hosszúkásak és tőrózsában rendeződnek; 30-50 darab van belőlük. A levél sötétzöld vagy szürkészöld, néha akár vörös is; 1 méter hosszú és 4 centiméter széles. A virágzata 20-30 centiméter magas és körülbelül 100-200 darab virágból tevődik össze. A virág színe lila vagy vörös. Barna magja 5 milliméteresre nő meg és a gyümölcs sárga húsában található.

## Változatai
- Ananas comosus var. bracteatus (Lindl.) Coppens & F.Leal
- Ananas comosus var. comosus (L.) Merr.
- Ananas comosus var. erectifolius (L.B.Sm.) Coppens & F.Leal
- Ananas comosus var. microstachys (Mez) L.B.Sm.
- Ananas comosus var. parguazensis (Camargo & L.B.Sm.) Coppens & F.Leal

Ezekhez még hozzáadódik legalább 30 termesztett fajta is, melyek közül a legkedveltebbek: 'Hawaiian King ', 'Honey Gold', 'Smooth Cayenne', 'Red Spanish', 'Queen', 'Porteanus' és 'Pernambuco'.

## Termesztése
| Fő termesztők 2018-ban                                              | Fő termesztők 2018-ban |
| ország                                                              | (millió tonna)         |
| ------------------------------------------------------------------- | ---------------------- |
| Costa Rica                                                          | 3.4                    |
| Fülöp-szigetek                                                      | 2.7                    |
| Brazília                                                            | 2.6                    |
| Thaiföld                                                            | 2.1                    |
| Indonézia                                                           | 1.8                    |
| India                                                               | 1.7                    |
| A világ                                                             | 27.9                   |
| Forrás: Az Egyesült Nemzetek Szervezetének adatai szerint (FAOSTAT) |                        |

## Képek

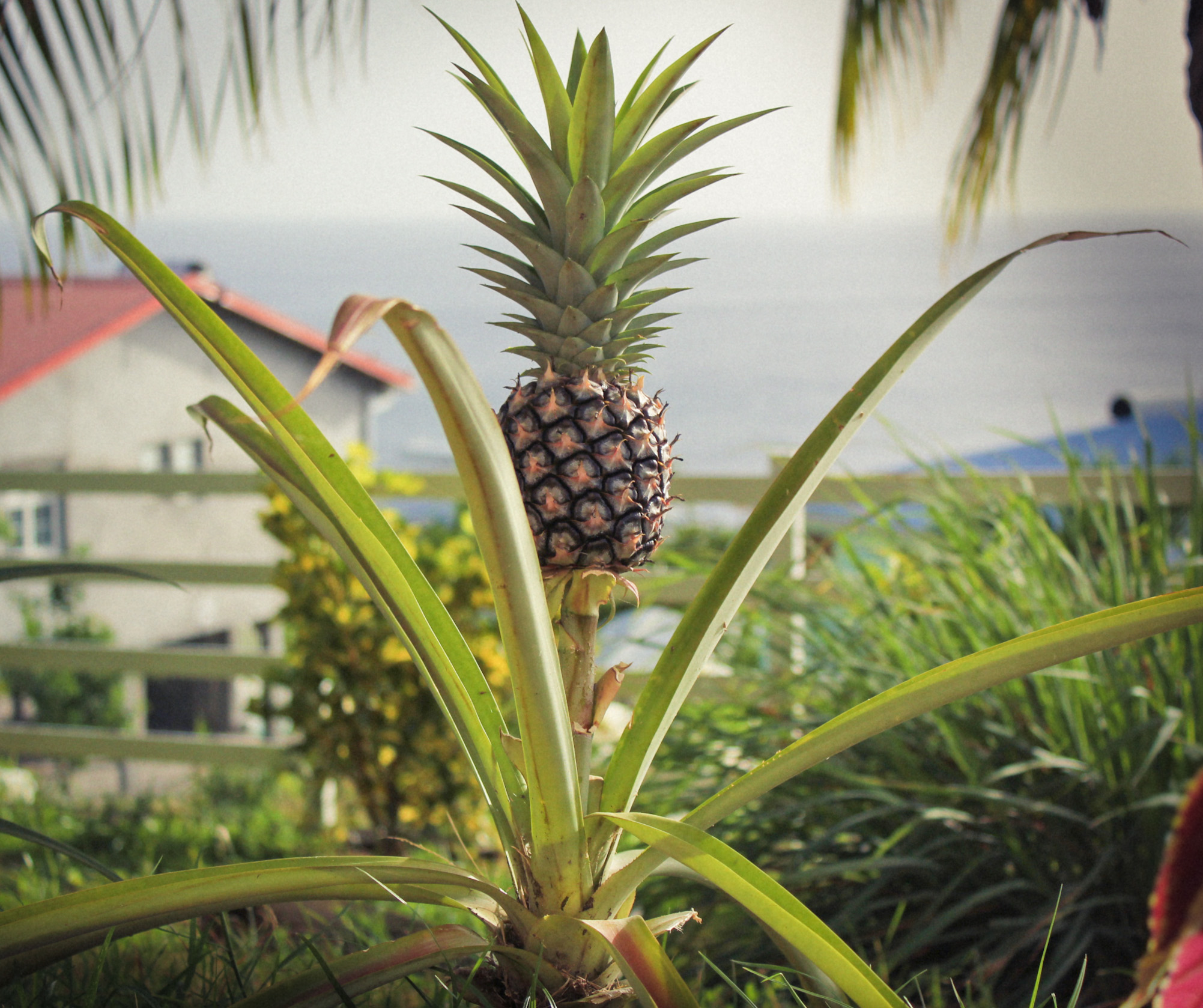
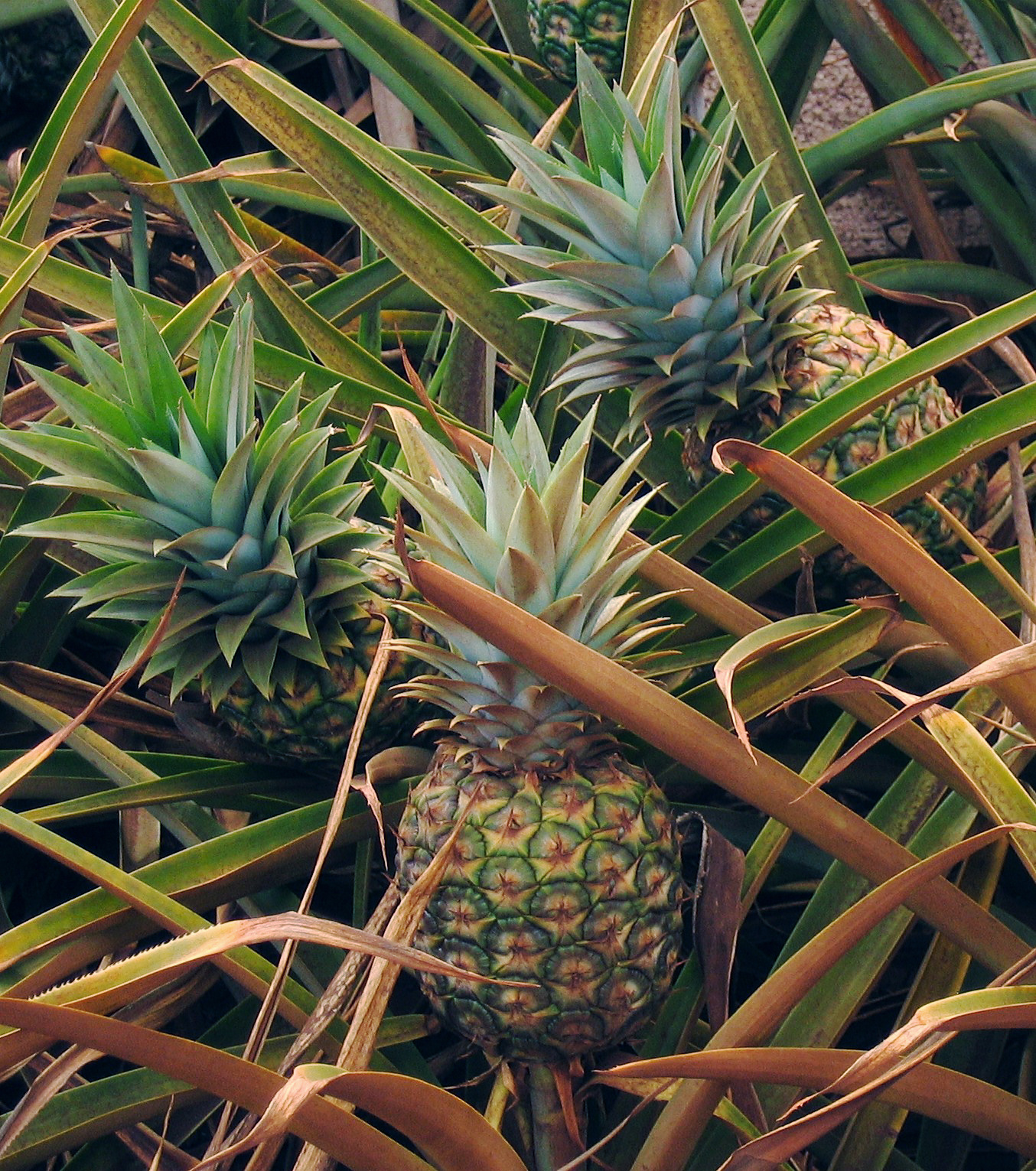
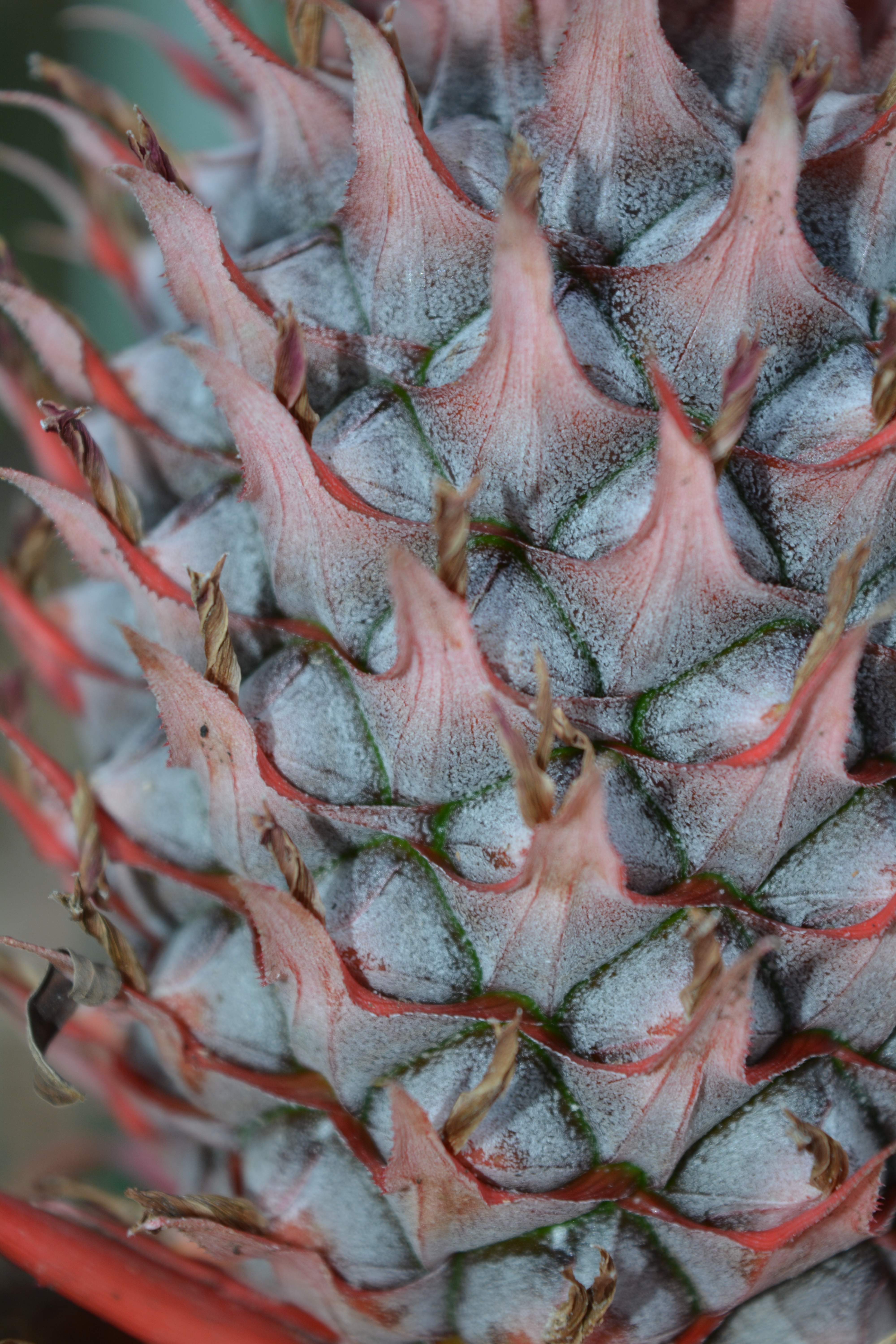
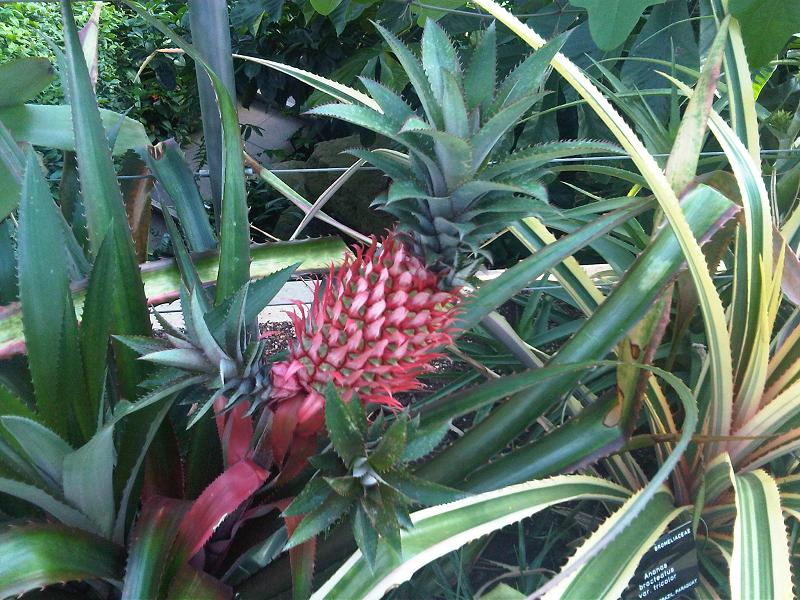
Ananas comosus var. bracteatus
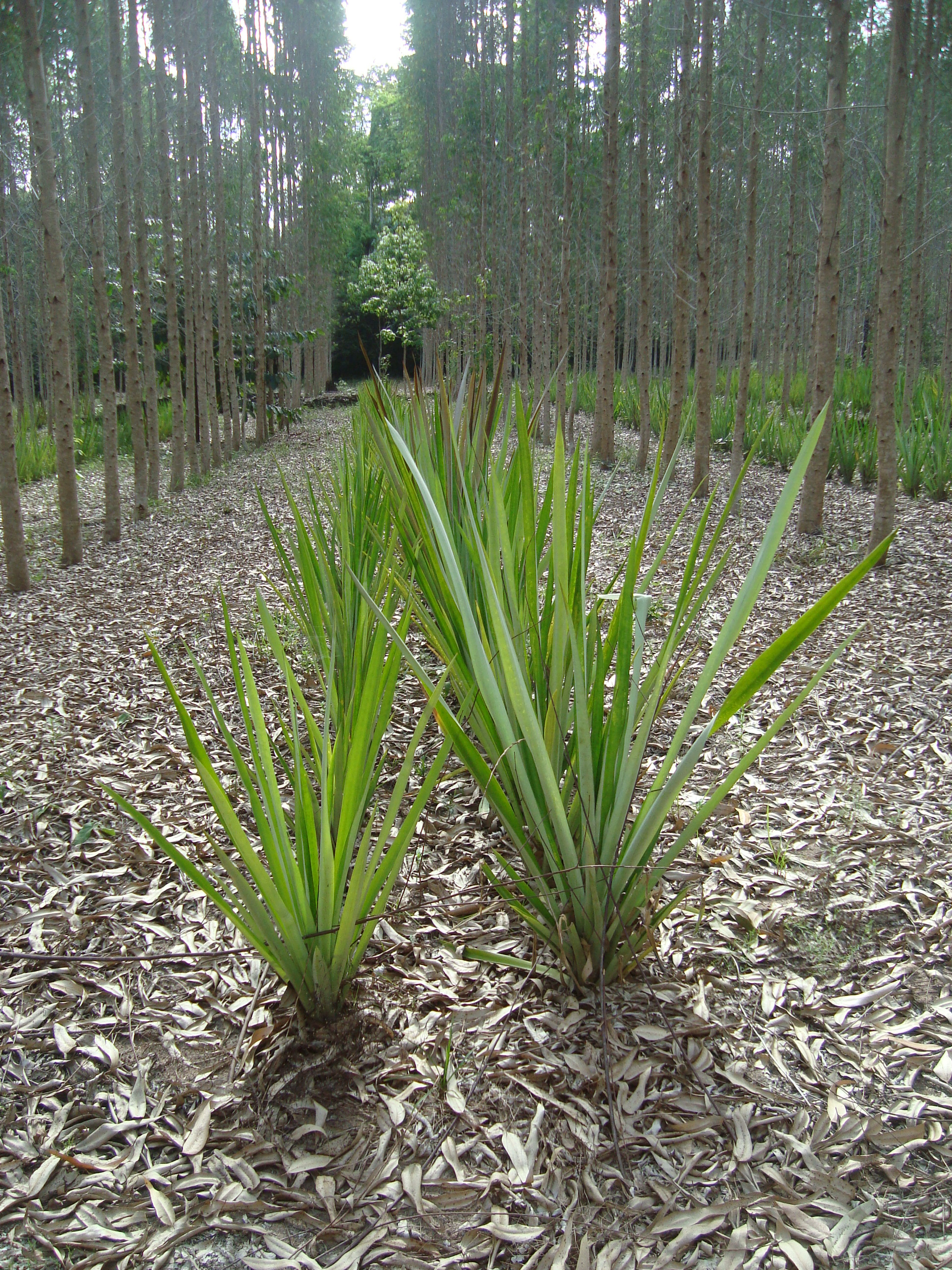
Ananas comosus var. erectifolius
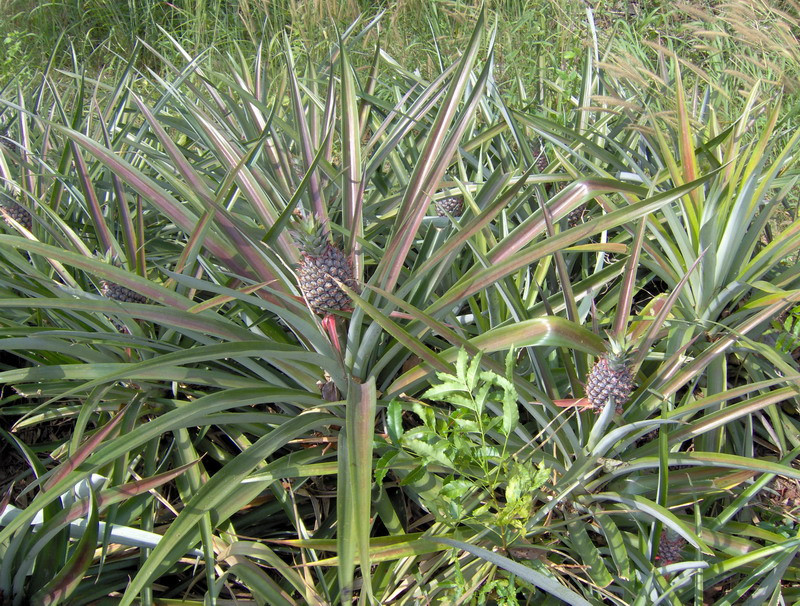